# Ньюман, Эдуард
Э́дуард Нью́ман (англ. Edward Newman, 1801—1876) — английский энтомолог, ботаник и писатель.

## Биография
Ньюман родился в 1801 году в Хампстеде в семье квакеров. Оба родителя были страстными естествоиспытателями и вдохновляли также своего сына к дальнейшим исследованиям. В возрасте 16 лет он окончил школу и работал вместе с отцом в Гилфорде. В 1826 году он отправился в Deptford на предприятие по производству канатов. Здесь он встретил многих ведущих энтомологов того времени и стал соучредителем Энтомологического клуба. В 1832 году он был избран редактором клубного журнала «The Entomological Magazine», а уже в следующем году стал членом Линнеевского общества в Лондоне и соучредителем Королевского энтомологического общества Лондона.
В 1840 году он женился и опубликовал первое издание «A History of British Ferns and Allied Plants». Он был партнёром в лондонской типографии Luxford & Co., а также печатником и издателем научно-популярных, а также естественнонаучных книг. Позже он стал также естественнонаучным редактором «The Field», редактором «The Zoologist» и «The Entomologist».
Ньюман выдвинул теорию, что бабочки белянка рапсовая (Pontia daplidice), бражник олеандровый (Daphnis nerii) и голубянка длиннохвостая (Lampides boeticus) могут перелетать через Ла-Манш от европейского материка до Британских островов. Однако, за эту теории о феномене миграции чешуекрылых он был высмеян своими коллегами.

## Труды
- Attempted division of British Insects into natural orders (1834)
- A History of British Ferns and allied Plants (1840)[2]
- Proposed division of Neuroptera in two classes (1853)
- Birds-nesting (1861)
- New Edition of Montagu’s Ornithological Dictionary (1866)
- Illustrated Natural History of British Moths (1869)
- Illustrated Natural History of British Butterflies (1871)